# سفر دراز روز در شب (فیلم ۱۹۷۳)
سفر دراز روز در شب (انگلیسی: Long Day's Journey into Night) فیلمی به کارگردانی پیتر وود است که در سال ۱۹۷۳ منتشر شد. از بازیگران آن می‌توان به لارنس الیویه اشاره کرد.